# Lelling
Lelling és un municipi francès, situat al departament del Mosel·la i a la regió del Gran Est. L'any 2007 tenia 467 habitants.

## Demografia

### Població
El 2007 la població de fet de Lelling era de 467 persones. Hi havia 173 famílies, de les quals 38 eren unipersonals (15 homes vivint sols i 23 dones vivint soles), 46 parelles sense fills, 81 parelles amb fills i 8 famílies monoparentals amb fills.
La població ha evolucionat segons el següent gràfic:
Habitants censats

### Habitatges
El 2007 hi havia 183 habitatges, 173 eren l'habitatge principal de la família, 1 era una segona residència i 10 estaven desocupats. 160 eren cases i 24 eren apartaments. Dels 173 habitatges principals, 152 estaven ocupats pels seus propietaris, 20 estaven llogats i ocupats pels llogaters i 1 estava cedit a títol gratuït; 3 tenien dues cambres, 7 en tenien tres, 31 en tenien quatre i 132 en tenien cinc o més. 162 habitatges disposaven pel capbaix d'una plaça de pàrquing. A 61 habitatges hi havia un automòbil i a 95 n'hi havia dos o més.

### Piràmide de població
La piràmide de població per edats i sexe el 2009 era:
| Homes | Edats   | Dones |
| ----- | ------- | ----- |
| 0     | 95 o +  | 0     |
| 0     | 90 a 94 | 0     |
| 4     | 85 a 89 | 4     |
| 0     | 80 a 84 | 0     |
| 8     | 75 a 79 | 4     |
| 8     | 70 a 74 | 16    |
| 8     | 65 a 69 | 8     |
| 8     | 60 a 64 | 4     |
| 12    | 55 a 59 | 4     |
| 12    | 50 a 54 | 16    |
| 0     | 45 a 49 | 8     |
| 40    | 40 a 44 | 16    |
| 4     | 35 a 39 | 16    |
| 28    | 30 a 34 | 12    |
| 16    | 25 a 29 | 12    |
| 4     | 20 a 24 | 0     |
| 16    | 15 a 19 | 24    |
| 28    | 10 a 14 | 0     |
| 12    | 5 a 9   | 16    |
| 4     | 0 a 4   | 16    |

## Economia
El 2007 la població en edat de treballar era de 310 persones, 207 eren actives i 103 eren inactives. De les 207 persones actives 191 estaven ocupades (101 homes i 90 dones) i 17 estaven aturades (8 homes i 9 dones). De les 103 persones inactives 31 estaven jubilades, 36 estaven estudiant i 36 estaven classificades com a «altres inactius».

### Ingressos
El 2009 a Lelling hi havia 171 unitats fiscals que integraven 470 persones, la mediana anual d'ingressos fiscals per persona era de 17.706 €.

### Activitats econòmiques
Dels 9 establiments que hi havia el 2007, 1 era d'una empresa de fabricació d'altres productes industrials, 3 d'empreses de construcció, 1 d'una empresa de comerç i reparació d'automòbils, 1 d'una empresa de transport, 1 d'una empresa d'hostatgeria i restauració, 1 d'una empresa de serveis i 1 d'una empresa classificada com a «altres activitats de serveis».
Dels 5 establiments de servei als particulars que hi havia el 2009, 1 era una lampisteria, 2 electricistes, 1 restaurant i 1 saló de bellesa.
L'any 2000 a Lelling hi havia 12 explotacions agrícoles que ocupaven un total de 668 hectàrees.

## Equipaments sanitaris i escolars
El 2009 hi havia una escola elemental.

## Poblacions més properes
El següent diagrama mostra les poblacions més properes.